# Famille von Straelborn
 (juin 2023).
La famille von Straelborn (parfois Strahlborn ou encore Stralborn ; Штральборн en russe) est une famille marchande de la noblesse allemande et suédoise.

## Histoire
La famille Straelborn est originaire de Westphalie et apparait en Livonie à partir de 1547. La lignée commence avec Thomas Strahlborn, mort avant 1572 et maire de Tartu. Le 30 mai 1682, ses descendants Ebert Strahlborn († 1688) et Diedrich Strahlborn († 1712) sont intégrés en 1682 à la noblesse suédoise sous le nom de (von) Straelborn.

## Personnalités
- Thomas Strahlborn († avant 1572), conseiller puis maire de Tartu, chef d'église.
- Johann Strahlborn († 1600), conseiller de Tallinn, magistrat.
- Kaspar Strahlborn († 1605), conseiller de Tallinn.
- Urban Strahlborn († en 1657),  professeur de théologie, pasteur de Kirbla.
- Thomas Strahlborn (vers 1610−1679), conseiller de Narva, marchand.
- Christian Strahlborn (1625−1688), conseiller puis maire de Tallinn.
- Johann Strahlborn (1659−1728), conseiller de Tallinn, magistrat, marchand.
- Barthold (Bartholomäus) Strahlborn (vers 1665−après 1710), pasteur de Kullamaa.
- Barthold Strahlborn (1690−1755), conseiller de Tallinn, magistrat, marchand.
- Hermann Johann Strahlborn (1701−après 1766), conseiller de Narva, marchand.
- Kaspar Strahlborn (1706−1760), conseiller de Tallinn, chef d'église.
- Lorenz Georg (Jürgen) Strahlborn (1730−1796), conseiller de Narva.
- Heinrich Johann von Strahlborn (1751−1814), conseiller, syndic puis maire de Tallinn.
- Jobst Heinrich von Strahlborn (1751−1823), notaire, conseiller de Tallinn.

- Ewert (Eberhard) von Straelborn (1666−1736), major général de l'armée impériale russe.
- Carl Gustaf von Straelborn (1745–1797), juge de district (Kreisgericht), propriétaire du manoir de Koord.
- Reinhold Johann von Straelborn (1784−1873), secrétaire de la Confrérie de la Chevalerie estonienne, propriétaire du manoir de Prangli.
- Friedrich Wilhelm von Straelborn (1796−1877), major général russe, propriétaire du manoir de Kose-Uuemõisa.
- Karl Johann von Strahlborn (1826−après 1903), capitaine d'état-major, rang de Conseiller d'État véritable.
- Wilhelm Reinhold Otto von Straelborn (1848−1912), député du comté de Harju, conseiller de Tallinn, propriétaire des manoirs de Saue, Vanamõisa, Perila et Rätla.
- Heinrich Karlovich Stralborn, lieutenant colonel russe, chevalier de Saint-Georges (1838).
- Vasily Karlovich Stralborn,  colonel russe, chevalier de Saint-Georges (1831).
- Wilhelm Adelhard von Straelborn (1874−1916), diplomate de l'Empire russe, propriétaire du domaine de Saue.
- Vladimir Alexandrovitch Strahlborn (ru) (1892, Varsovie − 1966, Californie), lieutenant-aviateur russe durant la Première Guerre mondiale, il est décoré des ordres de Saint-Stanislas (3eclasse avec épée, 1916), de Sainte-Anne (3eclasse avec épée, 1916) et de Saint-Vladimir (4eclasse avec épée, 1916). Il est l'un des pionniers de l'aviation russe.

## Galerie

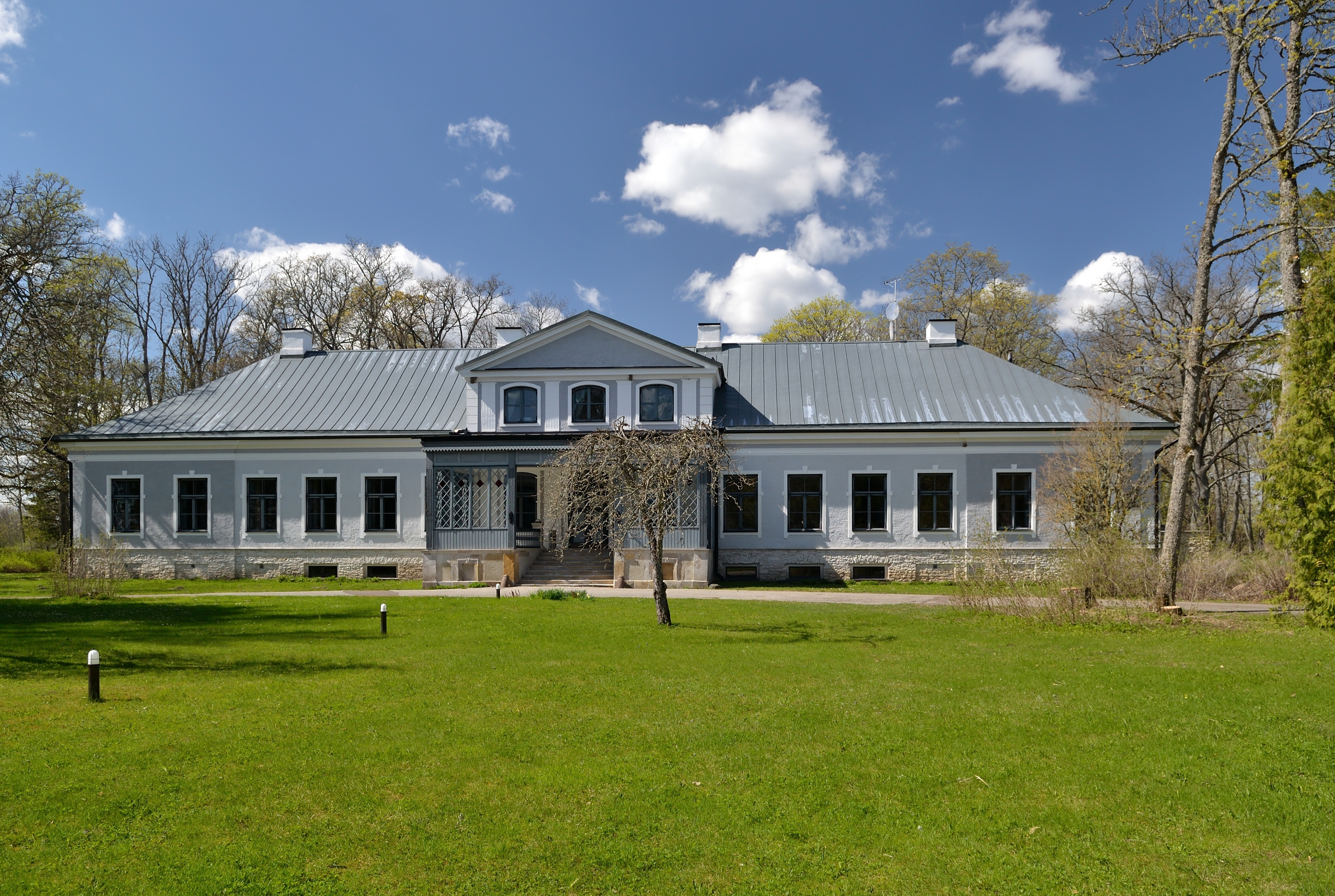
Manoir de Koordi
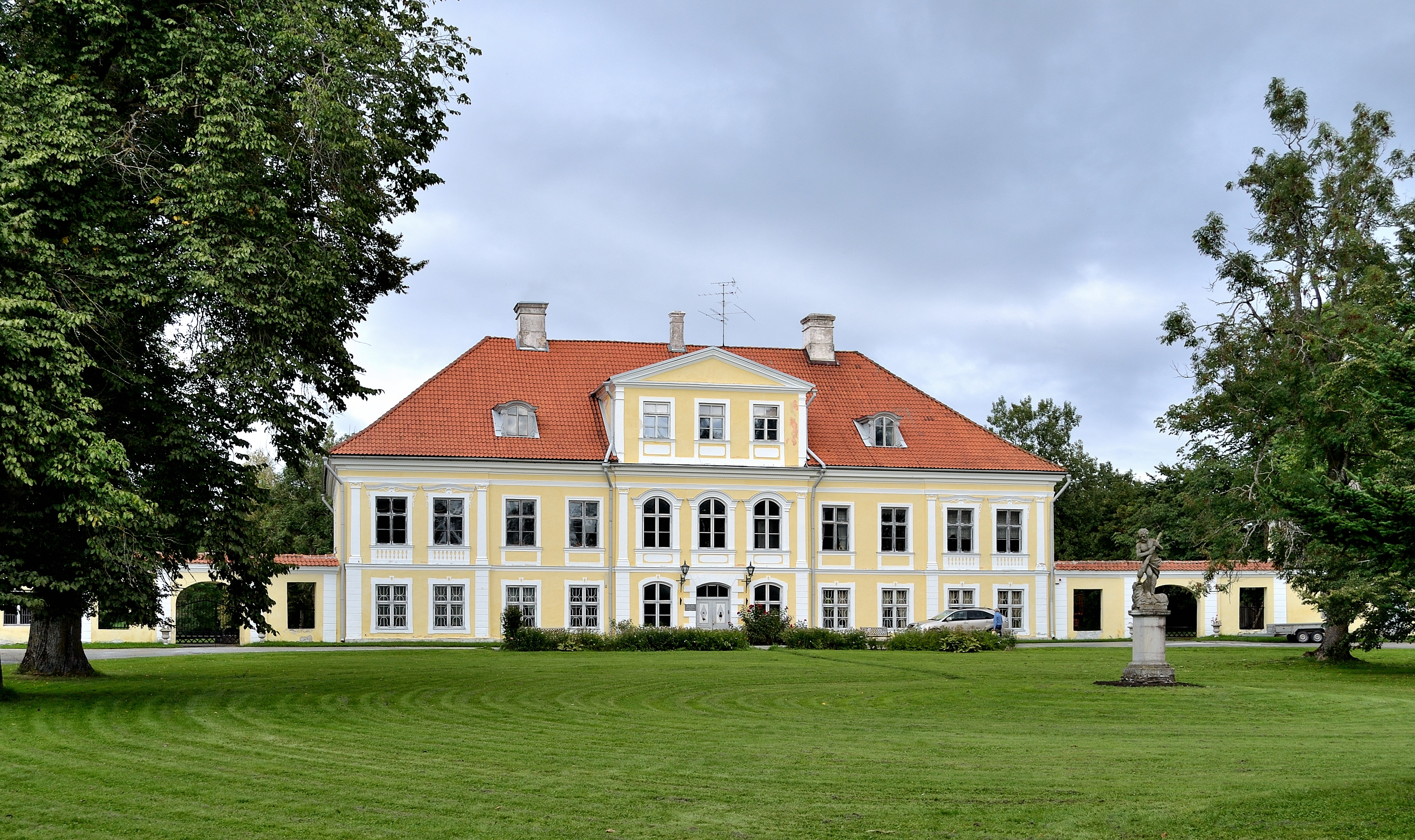
Manoir de Saue, en possession de la famille de 1871 à 1919
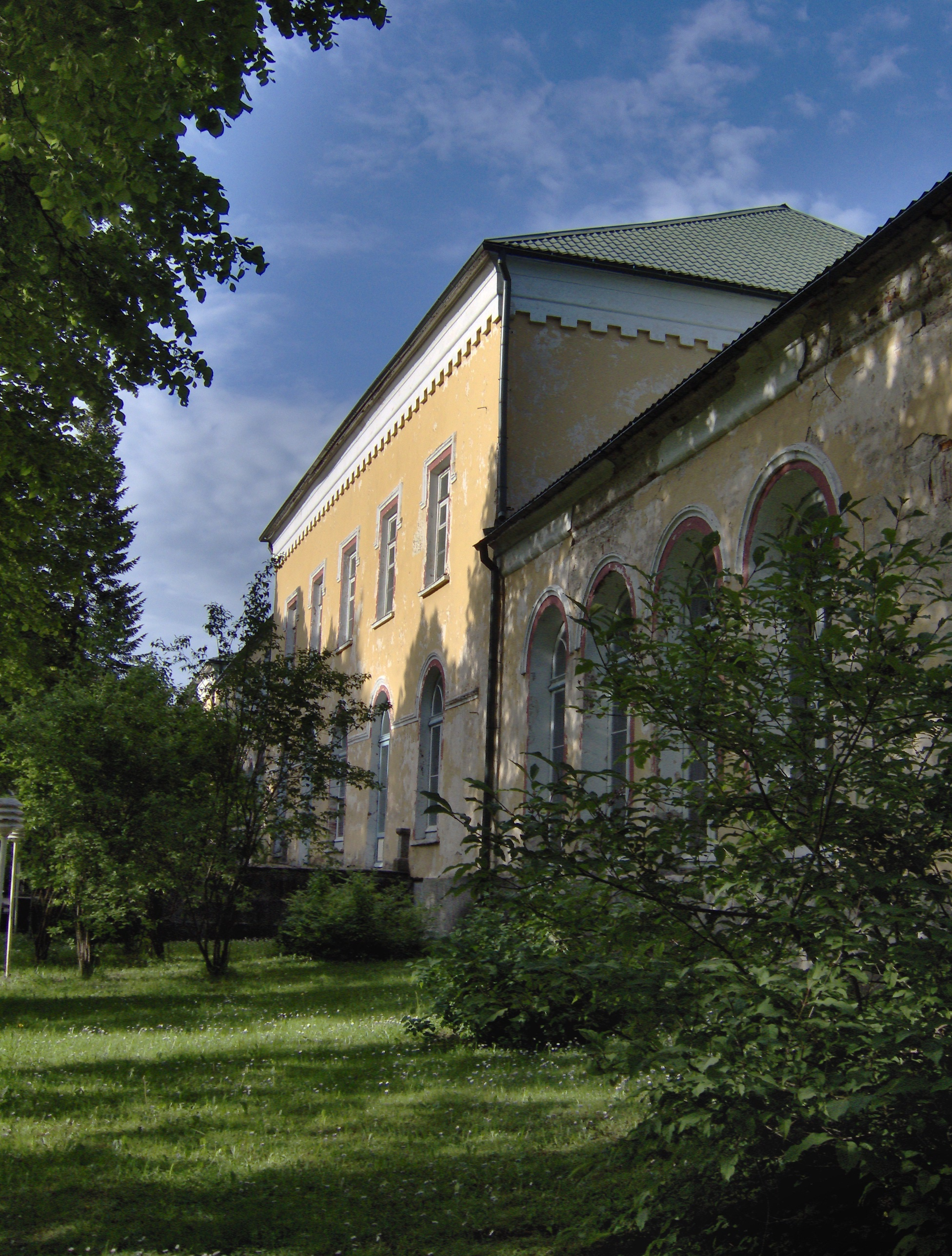
Manoir de Kose-Uuemõisa